# 富山市大沢野総合運動公園野球場
富山市大沢野総合運動公園野球場（とやましおおさわのそうごううんどうこうえんやきゅうじょう）は、富山県富山市にある野球場。施設は富山市が所有し、株式会社スポーツマックスが指定管理者として運営管理を行っている。大沢野スタジアムの愛称で使われている。
2000年のとやま国体ではソフトボール決勝戦の会場になった。
2016年7月30日に、ベースボール・チャレンジ・リーグの富山GRNサンダーバーズの主催試合がおこなわれた。

## 施設概要
- 両翼：98m、中堅：122m
- 内野：黒土、砂 外野:高麗芝
- スコアボード：磁気反転式
- 収容人員：5,000人（内野：2,010人、外野：2,990人）

## 交通
- バス:国道41号バス停「上二杉（かみふたすぎ）」下車徒歩15分
- 車:富山ICから国道41号を高山方面へ向い大沢野消防署前信号機を左折、総合運動公園まで直進

## 脚註
1. ↑  富山GRNサンダーバーズ VS 武蔵ヒートベアーズ - ベースボール・チャレンジ・リーグ（2016年7月30日）